# Thomas Bateson
Thomas Bateson (geb. 1570 in der Grafschaft Cheshire; gest. 1630 in Dublin), auch Batson oder Betson, war ein englischer Komponist, der für sein Madrigalschaffen bekannt ist.

## Leben und Werk
Im Jahr 1599 wurde er Organist an der Kathedrale von Chester. Er war die erste Person, die einen musikalischen Abschluss am Trinity College in Dublin erhielt, wo er seine Karriere machte. Er ist bekannt als Komponist von Kirchenmusik, von der nur die Hymne Holy, Lord God Almighty erhalten geblieben ist, vor allem aber für seine 1604 und 1618 in London veröffentlichten zwei Madrigalbücher zu 3 bis 6 Stimmen (mit 58 Stücken).
Als bekannte Madrigale gelten Live not, poor bloom, Have I found her? und Cupid in a bed of roses.

## Publikationen
- The First Set of English Madrigals to 3, 4, 5, and 6 voices (London, 1604)
- The Second Set of English Madrigals to 3, 4, 5, and 6 voices (London, 1618)